# Maslovare
Maslovare su naseljeno mjesto u općini Kotor Varoš, Republika Srpska, Bosna i Hercegovina.

## Stanovništvo

### Popisi 1971. – 1991.
| Maslovare          |                |                |                |
| godina popisa      | 1991.          | 1981.          | 1971.          |
| Srbi               | 2.208 (96,67%) | 2.190 (99,27%) | 1.983 (98,60%) |
| Hrvati             | 12 (0,52%)     | 2 (0,09%)      | 3 (0,14%)      |
| Muslimani          | 0              | 3 (0,13%)      | 8 (0,39%)      |
| Jugoslaveni        | 35 (1,53%)     | 8 (0,36%)      | 4 (0,19%)      |
| ostali i nepoznato | 29 (1,26%)     | 3 (0,13%)      | 13 (0,64%)     |
| ukupno             | 2.284          | 2.206          | 2.011          |

### Popis 2013.
| Maslovare          |                |
| godina popisa      | 2013.          |
| Srbi               | 1.940 (99,52%) |
| Hrvati             | 2 (0,10%)      |
| Bošnjaci           | 1 (0,05%)      |
| ostali i nepoznato | 22 (1,12%)     |
| ukupno             | 1.965          |

## Zemljopis
Mjesna zajednica Maslovare se nalazi ispod planine Borje, u dolini rijeke Kruševice, na 53 km udaljenosti od Banje Luke prema Tesliću i Doboju. Sa sjevera Maslovare okružuje planina Uzlomac, sa zapada Bodnjički vis, a s juga masiv planine Vlašić, a s istoka planina Borja. Kroz Maslovare prolazi magistralna cesta koja spaja Banju Luku - Kotor Varoš - Teslić - Doboj. Maslovare su najveća mjesna zajednica općine Kotor Varoš, i broje oko 900 domaćinstava. Sastoji se od više sela i zaselaka od kojih su najveći Raštani, Budžak, Borci, Lauši, Bodnjik, Obodnik, Garići, Dolina, Gornje Maslovare.
Maslovare su kraj bogat izvorima, potocima, a postoji i jedno manje jezero naziva Jezero, ispod planine Uzlomac. Kroz Maslovare protiče rijeka Kruševica i Jezerka, a obe se ulijevaju u rijeku Vrbanju. Stanovništvo sela Maslovare za svoje potrebe koristi uglavnom izvorsku vodu. Maslovare se mogu svrstati u sela zbijenog tipa. Tipična potvrda je zaseok Raštani gdje je razmak između kuća mali, tako da se moze reći da susjedi dijele jedno dvorište.

## Nazivlje
Sam naziv Maslovare, potječe od riječi mast, masla, maslo i riječi variti, vrjeti, kuhati na velikoj temperaturi, s toga maslo vare. Po raznim usmenim predajama u davna vremena Maslovarski kraj je bio poznat po uzgoju razne stoke, pa i svinja, a samim tim je bilo i varenje masti (dobivanja masti iz masnog tkiva svinja) tе otuda i jedna verzija imena Maslovare. Slična legenda govori da su neki pastiri u svojim nastambama katunima, po okolnim planinama Uzlomac i Borja, gdje su uzgajali ovce od pomuženog mlijeka spravljali kajmak u kotlovima. Jedan kotao pretrpali, pa od umora pozaspali, kotao prekipjeo tako da je maslo iz kotla teklo do podnožja mjesta koje nazvaše Maslovare.

## Povijest
U Maslovarama je 1916. godine otvoren rudnik pa su stočari i ratari naglo postali rudari. Oko 370 rudara dnevno su iz planine Borja vadilo po 300 tona ugljena, količinski duplo više od one količine koja se u isto vrijeme proizvodila u banjolučkom Lausu.
Znameniti geolog i karstolog Friedrich Katzer (1861. – 1925.) zapisao je krajem 19. stoljeća da se bogatstvom ugljena na tako uskom zemljopisnom prostoru može pohvaliti malo koja zemlja Europe.
Radi eksploatiranja ugljena, ali i kvalitetne borovine, bukve i hrasta koja je jo ranije započeta, Austro-Ugarska je 1916. godine izgradila i uskotračnu željeznicu od Banje Luke preko Kotor Varoša do Maslovara (željeznicu su gradili ruski zarobljenici). Treba napomenuti da je na području Borja davno otkriveno bogato nalazište kroma koje nikada nije aktivirano. Vršeno je eksploatiranje rude mangana na planini Uzlomac, vršena su i istraživanja zemnog plina i nafte u Barama.
Maslovare su procvat doživjele radom rudnika i postale su moderno naselje sa svim potrebnim sadržajima. U funkciji je bilo postrojenjeza proizvodnju električne energije a bila je instalirana i ulična rasvjeta Kolone, rudarskog naselja i centra. Maslovare su imale svoje trgovine, mesnice, javno kupatilo, kuglane, pilane, brijačnice.
1930. godine je osnovano je Sokolsko društvo, sportsko viteškog karaktera, koje je okupljalo mladež i radnike, a srpsko prosvjetno društvo "Prosvjeta" je radilo na kulturnom uzdizanju srbskog naroda i imalo je svoje sekcije po zaseocima.
1935. godine je podinut spomenik kralju Aleksandru, pod okriljem Sokolskog društva, a koji je u II. Svjetskom ratu uništen.
Nastankom poslijeratne Jugoslavije Maslovare koje su materijalno i ljudski imale velike gubitke u II. svjetskom ratu su stagnirale a zatvoren je i rudnik. 

## Gospodarstvo
Selo krase stare legendarne vodenice koje su ostale očuvane unatoč "zubu vremena". Kao i u mnogim selima pa tako i u Maslovarama je obrada zemljišta i stočarstvo su osnovne grane gospodarstva. Obrada zemljišta se vrši modernom mehanizacijom, izuzev planinskih krajeva. Od poljoprivrednih kultura u ovom selu se uzgajaju: kukuruz, krumpir, pšenica, zob i razne vrste povrća. Od voća se uzgajaju šljive, kruške, jabuke te orasi, a Maslovare su poznate i po uzgoju trešanja. U današnje vrijeme u Maslovarama se sve više otvaraju manja privatna preduzeća i prodavnice, tako da se slobodno moze reći da se svakim danom sve manje stanovništva bavi starim poslovima stočarstvom, poljoprivredom općenito.